# Альютово
Альютово — деревня в Пронском районе Рязанской области России. Относится к Тырновскому сельскому поселению.

## География
Деревня расположена в 8 км к северо-западу от райцентра рабочего посёлка Пронск.

## История
В качестве деревни впервые упоминается в писцовых книгах XVI века. В 1676 году деревня была писана по платежным кн. «за Петром Ивановым сыном Есипова», относилась к церковному приходу села Чувики.
В 1859 году Аальютово относилось к Воскресенской воловти Пронского уезда и насчитывало 44 двора, с 531 жителями. По подворной переписи 1884 года в деревне значилось уже 84 домохозяйства с 556 жителями. По состоянию на 1905 год на 107 дворов приходилось 745 жителей. Здесь же располагалась усадьба дворянского рода Халютиных, где было 13 жителей.
В 1918 в деревне было 938 жителей. В том же году образован Альютовский сельсовет. В 1930-х был организован колхоз «Дружба». В 1945 отмечаются также колхоз им. Калинина и «Ударник». В 1957 эти колхозы вошли в совхоз «Пронский». В 1964 после разукрупнения совхозов «Пронский» и «Пионер» был организован совхоз «Альютовский». К 1952 была построена межколхозная электростанция мощностью 100 кВт. Действовала Альютовская МТС

## Население
| 1859 | 1897 | 1906 | 2010 |
| ---- | ---- | ---- | ---- |
| 531  | →531 | ↗745 | ↘250 |

## Инфраструктура
В деревне имеется Альютовская начальная школа — детский сад. Также действует сельский дом культуры, фельдшерско-акушерский пункт. В центре села установлен памятник павшим односельчанам в Великой Отечественной войне.

## Транспорт
Транспортное сообщение с районным центром осуществляется автобусом № 148. Рейсы осуществляются 2 раза в день.